# Juliusz Rudnicki
Juliusz Rudnicki (ur. 30 marca 1881 w Siekierzyńcach, pow. Kamieniec Podolski, zm. 26 lutego 1948 w Toruniu) – polski matematyk, pracownik naukowy i nauczyciel, profesor Politechniki Warszawskiej oraz Uniwersytetu Wileńskiego i Toruńskiego, autor publikacji naukowych i podręczników.

## Życiorys

### Dzieciństwo i młodość
Juliusz Rudnicki był synem Bohdana i Joanny Luizy de  domo Lemmonier. Ojciec był ziemianinem, a matka – nauczycielką. W 1901 roku skończył warszawskie gimnazjum, a następnie studiował w Paryżu, w latach:

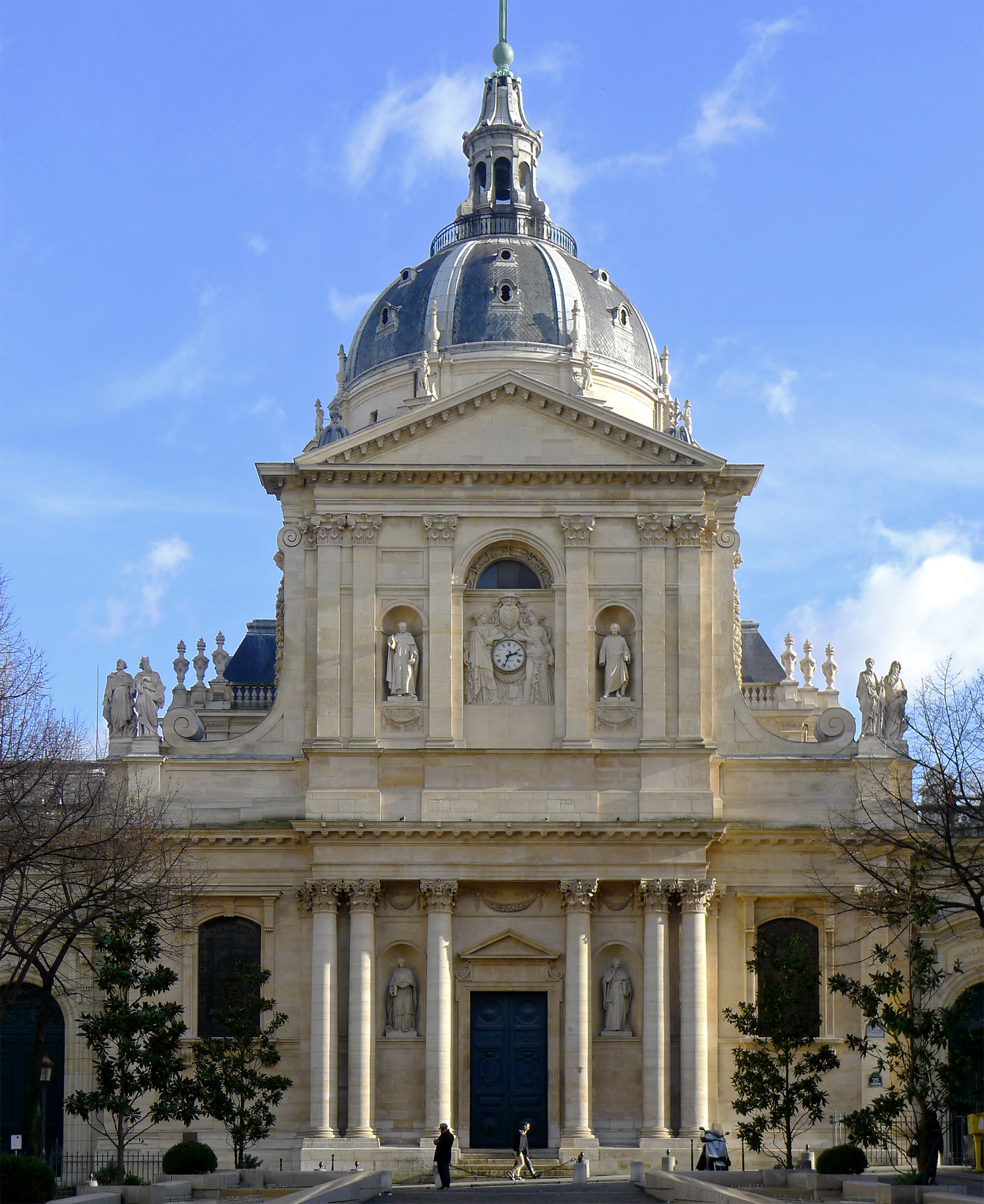
Paryż, Plac Sorbony

- 1901–1903 – na Sorbonie (licencjat w dziedzinie nauk matematyczno-przyrodniczych),
- 1903–1905 – w École supérieure d’électricité (zob. Lista francuskich uczelni wyższych), gdzie uzyskał tytuł inżyniera elektrotechniki,
- 1905–1909 – u Emila Picarda, gdzie otrzymał Certificat d'Études Supérieures (świadectwo ukończenia kursu wyższej analizy matematycznej).

### Praca w Polsce przed odzyskaniem niepodległości
Po powrocie do Polski Rudnicki wykonał w Uniwersytecie Jagiellońskim pod opieką prof. Stanisława Zaremby pracę doktorską na temat „Badanie pewnego szczególnego typu wzrastania funkcji”. W 1921 roku habilitował się (również w UJ) na podstawie pracy „Funkcja nadlogarytmowa w związku z określeniem pewnej klasy funkcji całkowitych”. 
Od 1912 roku Rudnicki był nauczycielem w prywatnych szkołach warszawskich, m.in. w Gimnazjum Wojciecha Górskiego w Warszawie i pensjach Jadwigi Sikorskiej i Jadwigi Kowalczykówny (1914–1922; zob. Szkoła na Wiejskiej). Prowadził wykłady matematyki w Towarzystwie Kursów  Naukowych (TKN) i na wyższych kursach pedagogicznych dla kobiet, prowadzonych przez Marię Sadzewiczową. 

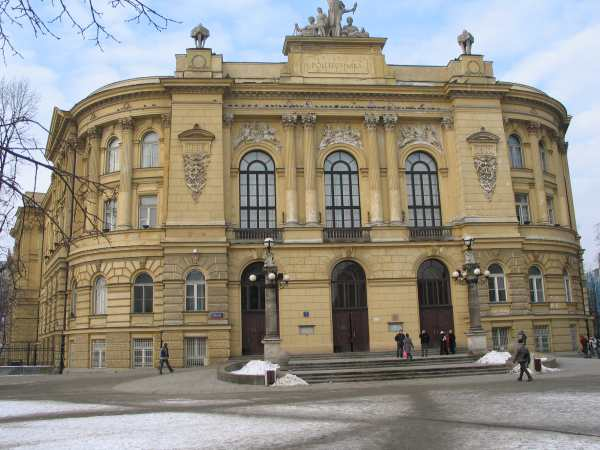
Politechnika Warszawska, budynek główny

Po wycofaniu się Rosjan z Warszawy (1915) wykładał geometrię analityczną na reaktywowanym UW i uczestniczył w pracach Komisji TKN (grupa mechaniczno-elektrotechniczna), przygotowującej programy studiów dla Politechniki. Działał też w Towarzystwie Pomocy Ofiarom Wojny.

### Praca w Polsce międzywojennej
Po reaktywacji PW Rudnicki był jednym z jej pierwszych wykładowców. Prowadził zajęcia z matematyki (przejściowo również z fizyki) na Wydziałach Inżynierii Budowlanej i Rolnej (później – Wydział Inżynierii Lądowej) oraz Budowy Maszyn i Elektrotechniki. Od 1919 roku zajmował w PW stanowisko zastępcy profesora, a w latach 1921–1923 – profesora nadzwyczajnego, wykładowcy rachunku różniczkowego i całkowego, rachunku wariacyjnego i innych działów matematyki. W latach 1921–1922 prowadził dodatkowo wykłady w Oficerskiej Szkole Topografów.

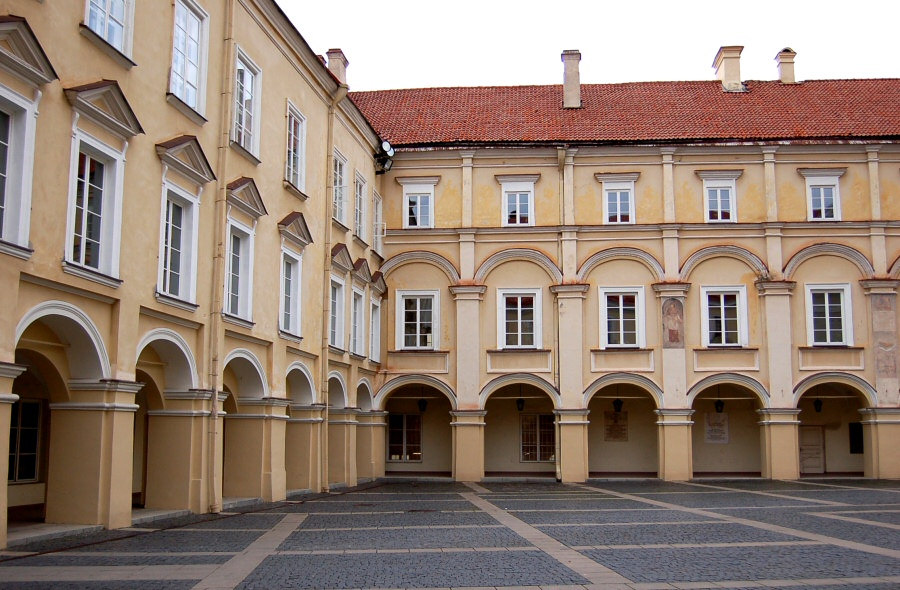
Uniwersytet Wileński, dziedziniec Piotra Skargi

Od października 1923 roku do wybuchu II wojny światowej (1939) był profesorem zwyczajnym i kierownikiem Katedry Matematyki na wileńskim Uniwersytecie Stefana Batorego – prowadził II Seminarium matematyczne, pełnił funkcję dziekana Wydziału Matematyczno-Przyrodniczego (1927–1928), był członkiem państwowej komisji egzaminacyjnej dla nauczycieli matematyki w szkołach średnich.
W latach 1931–1932 Rudnicki przebywał w Collège de France (Paryż) u 
Jacques’a Hadamarda jako stypendysta Funduszu Kultury Narodowej, gdzie m.in. wygłaszał wykłady na temat teorii momentów i związków macierzy z liniowymi równaniami różniczkowymi. W instytucie H. Poincarégo przygotowywał monografię nt. funkcji całkowitych. 

### II wojna światowa
W latach II wojny światowej Rudnicki przebywał w Wilnie, gdzie uczył matematyki:
- do 24 czerwca 1941 w gimnazjum męskim,
- w okresie okupacji niemieckiej (1941–1944) – na tajnych kompletach szkolnych i akademickich (równocześnie pracował jako stróż nocny i kancelista),
- od września 1944 do stycznia 1945 – w gimnazjum żeńskim.

### Okres powojenny
W 1945 roku Rudnicki wykładał w Lublinie, jako profesor UMCS, oraz na Politechnice Warszawskiej (tu rozpoczynającej  powojenną działalność). W tym czasie przebywał też na Pomorzu, jako mianowany przez Ministerstwo Oświaty organizator oświaty m.in. Politechniki Gdańskiej i Instytutu Bałtyckiego. W październiku tego roku został powołany na kierownika Katedry Matematyki Uniwersytetu Toruńskiego (Wydział Matematyczno-Przyrodniczy). Stworzył tu zespół, w którego skład wchodzili m.in. Stefan Glass, Stanisław Saks, Stefan Kulczycki, Leon Jeśmanowicz (doktorant Rudnickiego z roku 1945), Mieczysław Biernacki.

## Działalność w stowarzyszeniach naukowych i publikacje
Juliusz Rudnicki był członkiem:
- Société Mathématique de France,
- Polskiego Towarzystwa Matematycznego,
- Towarzystwa Przyjaciół Nauk w Wilnie.

Był autorem podręczników akademickich, z zakresu analizy, algebry, geometrii analitycznej, m.in.
- „Funkcje analityczne[7]”, Wydawnictwa Koła Matematyczno-Fizycznego Słuchaczy Uniw. St. Batorego, Wilno 1929 (eBook PW 2009)
- „Rachunek różniczkowy i całkowy”. Kurs 2, nakł. Komisji Wydawniczej Tow. Bratniej Pomocy Stud. Polit. Warszawskiej, Warszawa 1918 (eBook PW 2006)
- „Analiza II”, nakł. „Komisji Wydawniczej” Tow. Br. Pom. Stud. Pol. Warsz., Warszawa 1922 (wyd. 3)
- „Rachunek różniczkowy i całkowy”. Cz. 1. „Liczby niewymierne, ciągi i szeregi”, nakł. Trzaski, Everta i Michalskiego, Warszawa 1923
- „Rachunek różniczkowy i całkowy”, Cz. 2. „Funkcje i pochodne”[8], nakł. Trzaski, Everta i Michalskiego, Warszawa 1924
- „Algebra wyższa”, Komisja Wyd. Koła Mat.-Fiz. i Astrofiz. Stud. Uniw. Stef. Batorego, Wilno 1936 (Juliusz Rudnicki, Leon Jeśmanowicz)
- „Rozważania ogólne o powierzchniach krzywych” (Carl Friedrich Gauss, Stefan Finkelkraut, Juliusz Rudnicki, Kazimierz Żórawski), skład główny w Księgarni E. Wende i S-ka, Warszawa 1913
- „Geometrja nieeuklidesowa hiperboliczna”, Książnica-Atlas, Lwów/Warszawa 1926
- „Kurs analizy matematycznej”, tom 1. Pochodne i różniczki, całki określone, szeregi, zastosowania gieometryczne (Édouard Goursat, Tadeusz J. Łazowski, Juliusz Rudnicki, Stefan Straszewicz), Drukarnia i litografja Jana Cotty, Warszawa 1914 (wyd. 2 całkowicie przerobione)
- „Geometria analityczna”. Cz. 1 (Juliusz Rudnicki, Leon Jeśmanowicz), Księgarnia Naukowa T. Szczęsny, Toruń 1949

oraz autorem licznych artykułów w czasopismach naukowych (część z nich spłonęła w jego wileńskim mieszkaniu w lipcu 1944). 
Materiały archiwalne Juliusza Rudnickiego znajdują się w PAN Archiwum w Warszawie pod sygnaturą III-53. 

## Życie prywatne
Juliusz Rudnicki miał brata (Antoniego, literata) i siostrę (Magdalenę, feministkę, pasjonatkę turystyki i myślistwa, która zginęła na afrykańskim safari w 1930 r.). Był żonaty trzy razy – jego trzecią żoną była Janina Modzelewska (1901–1971), polonistka i etnografka. Mieli jedynego syna Jana, ur. 1934, geologa.
Rudnicki chętnie uprawiał turystykę górską i kajakarstwo. 
Zmarł 26 lutego 1948 roku w Toruniu, po ciężkiej chorobie. Został pochowany na Cmentarzu św. Jerzego.